# Corps de garde crénelé modèle 1846
Les corps de garde crénelés modèle 1846 sont des réduits de batterie résultant d'une standardisation des réduits destinés à la défense des côtes. Définis sous le règne de Louis-Philippe, ces corps de garde construits de 1846 à 1862, doivent réorganiser et compléter le programme des tours et redoutes modèles type 1811 interrompu en 1814. 
Une commission mixte d'armement des côtes est mise en place en 1841, qui définit trois types d'ouvrages.

## 1ertype: corps de garde crénelé
Les tours-modèles type 1811 comportaient des murs épais de 1,5 à 2 m, sur trois niveaux, dont une terrasse pour l'artillerie. Sur les 160 ouvrages-modèles prévus (106 sur la côte Atlantique et 54 en Méditerranée), seules une dizaine de tours sont réalisées en 1814, dont 6 dans le Finistère autour de la rade de Brest et une en Guadeloupe. S'y ajoutent 2 redoutes-modèles à Toulon et l'île d'Aix.
Ce sont environ cent cinquante corps de garde crénelés et tours qui ont été construits entre 1846 et 1862. Les corps de garde ne comportent qu’un rez-de-chaussée voûté et une terrasse crénelée. Leurs murs de 50 centimètres ne peuvent pas résister à des coups directs. L'Association 1846 a recensé 146 ouvrages, essentiellement des corps de garde : 85 sur la Manche et l'Atlantique ; 43 sur la Méditerranée ; 3 en Corse ; 3 aux Antilles ; 10 en Algérie et 2 au Sénégal. Appartenant aujourd'hui à des particuliers, communes ou au Conservatoire du littoral, ils sont dans des états de conservation variables. Une partie a été transformée  en habitation et certains sont inscrits à l'inventaire des Monuments historiques.
Dans les deux cas, le bâtiment a trois vocations : l’hébergement du personnel de la batterie, le stockage des vivres et de la poudre et la défense rapprochée. Les corps de garde disposent toutefois d'un casernement alors que les tours n'ont qu’un poste de garde.

### Corps de garde créneléno1
Corps de garde crénelé no 1 pour soixante hommes avec pour armement douze canons.
- Tatihou (fort de l'îlet)
- Cherbourg (Saint-Martin)
- Dinard
- Quélern (Batterie Robert)
- Quimper (Combrit)
- Glenan (Penfret)
- Lorient (Port-Puce)
- Houat (Pointe du Béniguet ; Pointe d'En Tal)
- Île Dumet
- Saint-Nazaire (Mindin)
- Marseille (Cap de Banc ; Cap Mangue ; Roucas-Blanc )
- Toulon (Croupe Lamalgue)
- Toulon (Cap Brun)
- Antibes (Convention)
- Guadeloupe (Îlet à Cochons)

### Corps de garde créneléno2

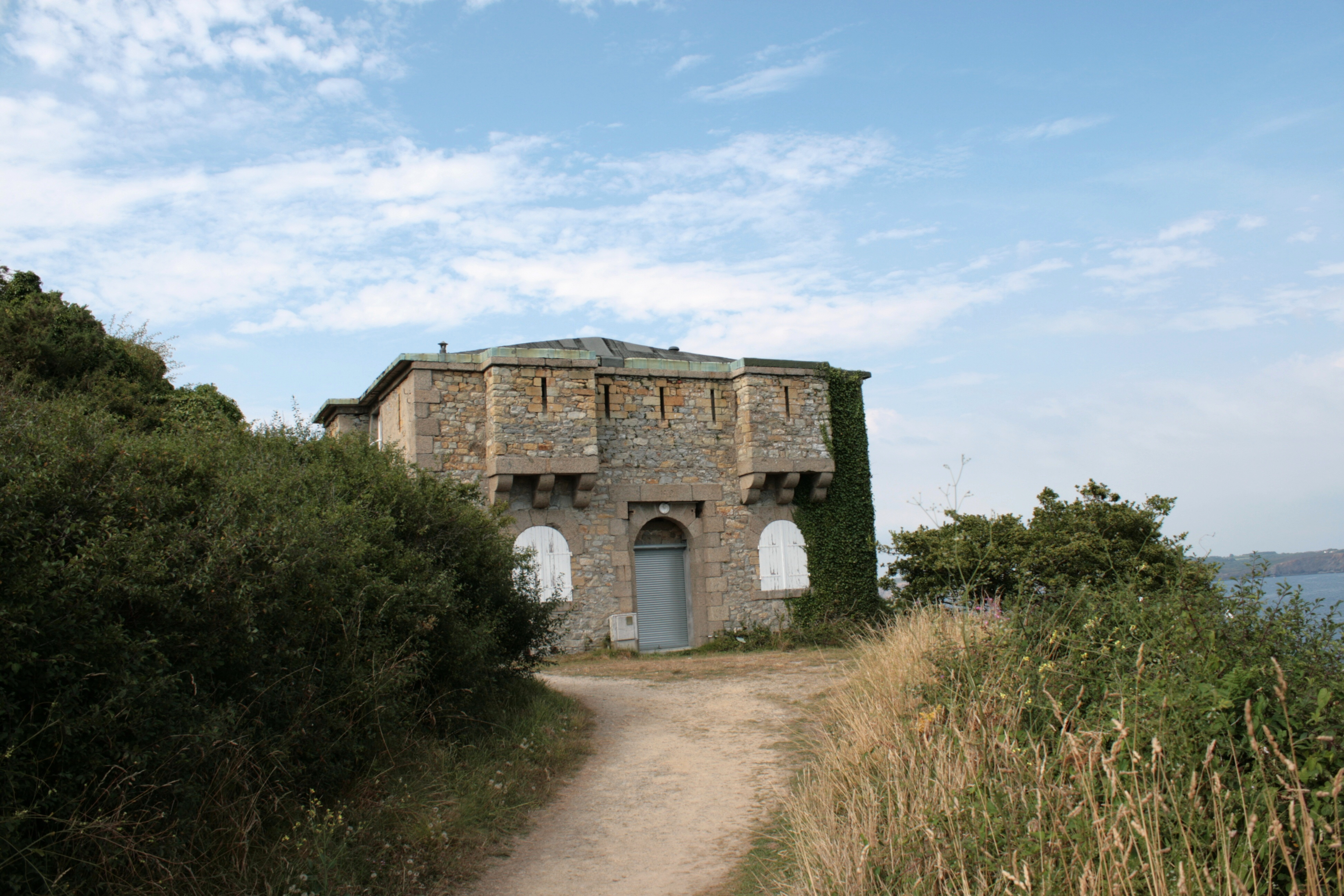
Le corps de garde du Grand Gouin à Camaret-sur-Mer. La défense est notamment assurée par deux bretèches sur chaque face, remplaçant les mâchicoulis sur arc qui affaiblissaient les murs.

Corps de garde crénelé no 2 pour quarante hommes avec pour armement huit canons.
- Pointe du Grand Gouin, Camaret-sur-Mer[3]
- Île de l'Aber, Crozon[4] (Modifié pour 30 hommes et renforcé, seul modèle attesté)[5]
- Pointe du Kador, Crozon[6]
- Postolonnec, Crozon[7]
- Îlette de Kermorvan, Le Conquet[8]
- Pointe Saint-Mathieu, Plougonvelin[9]
- Pointe entre Brenterc'h et Illien, Ploumoguer[10]
- Fortin de Port Maria, Locmaria à Belle-Île -en-Mer
- Pointe du Ceppu dans les Agriates, en Haute-Corse
- Batterie de Coupedont sur l'île d'Aix

### Corps de garde créneléno3
Corps de garde crénelé no 3 pour vingt hommes avec pour armement quatre canons.
- Fort Lapin (place de Calais)[2]
- Aubette des douaniers, Le Tréport (place de Dieppe)[2]
- Gros Joret (place de Cherbourg)[2]
- Bretteville (place de Cherbourg)[2]

- Morgat, Rulianec, Crozon[11]
- Fort du Chenal, (Île de Batz)[12]
- Pen-ar-Hidi, îlot Jacopin, (île de Batz)[2]
- Blancs Sablons, Le Conquet[13]
- Pointe de Kermorvan, Le Conquet[14]
- Calgrac'h, Ouessant[15]
- Loqueltas, Ouessant[16]
- Bourg, Roscanvel[17]
- Rulianec (place de Quélern)[2]
- Bénodet (place de Quimper)[2]
- Île Tristan (Douarnenez)[2]
- Beuzec (Concarneau)[2]
- Fortin de Port-Fouquet, Le Palais à Belle-Île-en-Mer
- Fortin de Kerdonis , Locmaria, (Belle-Île-en-Mer)
- Fort Sarah-Bernhardt, Sauzon, (Belle-Île-en-Mer)
- Pointe du Cardinal, (Belle-Île-en-Mer)[2]
- Pointe de Ramonette, (Belle-Île-en-Mer)[2]
- Pointe du Gros rocher, (Belle-Île-en-Mer)[2]
- Pointe de la Biche, (Belle-Île-en-Mer)[2]
- Port-Larron, (Belle-Île-en-Mer)[2]
- Beg Quilvi (Quiberon)[2]
- Kervenest (Carnac)[2]
- Nosterven (Île de Groix)[2]
- Pointe du Croisic[2]
- Pointe de Loix (Île de Ré)[2]
- Cap Ullastrell (place de Port-Vendres)[2]
- Fortin de l'Île Degaby, (île de Marseille)[2]
- Endoume, (quartier de Marseille)[2]
- Cap Cépet, Saint-Mandrier (place de Toulon)[2]
- Mord'huy, (place de Toulon)[2]
- Carqueiranne, (place de Toulon)[2]
- Bagaud-est, Bagaud (îles d'Hyères)[2]
- Maestrello, (place d'Ajaccio)[2]

## 2etype: tour crénelée
De plan carré et de forme légèrement pyramidale.

### Tour créneléeno1
- Marseille (Pharo ; Cap de Croix)

### Tour créneléeno2
Celle de Port-Andro à Belle-Île en est un exemplaire.

### Tour créneléeno3
Tour crénelée no 3 pour vingt hommes, deux bretèches par côté. La particularité de cet ouvrage est de posséder quatre niveaux (souterrains, casernements 1 et 2 et terrasse).
- Porsmoguer, Plouarzel[18], tour modèle.

## 3etype: redoute modèle et caserne défensive
La redoute-modèle est un fort doté d'une caserne défensive voûtée à l'épreuve des bombes. Elle constitue un ensemble fortifié comprenant des batteries de côte, un ou plusieurs corps de garde, des locaux logistiques (magasins à poudre, magasin d'artillerie, magasin aux vivres) et des chambrées pour la troupe. 

### Redoute-modèleno1
Redoute-modèle no 1 pour trois cents hommes.

### Redoute-modèleno2
Redoute-modèle no 2 pour deux cents hommes.